# USS Carl Vinson (CVN–70)
Az USS Carl Vinson a harmadik Nimitz osztályba tartozó repülőgép-hordozó. Nevét Carl Vinsonról, Georgia állam kongresszusi képviselőjéről kapta, aki a második világháború alatt forszírozta a hadihajók építését, fejlesztését az Egyesült Államokban. A hajó hívójele: "Gold Eagle".